# Katrin Wühn
Katrin Wühn (* 19. November 1965 in Ost-Berlin) ist eine ehemalige deutsche Leichtathletin, die in den 1980er Jahren als Mittelstreckenläuferin erfolgreich war.

## Werdegang
Die für den SC Chemie Halle startende Wühn erreichte am 12. Juli 1984 in einem 1000-Meter-Lauf in Potsdam eine Zeit von 2:35,4 min und egalisierte damit den am 5. August 1979 von Irina Nikitina aufgestellten Juniorenweltrekord. Der Weltrekord ist bis in die Gegenwart unübertroffen (Stand: März 2018). Ihren einzigen DDR-Meistertitel gewann sie 1987, als sie in der Halle über 1500 Meter erfolgreich war.
Weitere persönlichen Bestleistungen erreichte sie über 800 Meter in 1:57,86 min (5. Mai 1984 in Celje/YUG) und über 1500 Meter in 4:03,77 min (6. Juni 1987 in Potsdam).
Bei einer Größe von 1,73 m hatte sie ein Wettkampfgewicht von 57 kg.
1989 beendete sie aus gesundheitlichen Gründen ihre sportliche Laufbahn.

## Weitere Erfolge
- 1983, Junioreneuropameisterschaften: Platz 1 im 800-Meter-Lauf (2:00,25 min)
- 1987, Halleneuropameisterschaften: Platz 4 im 1500-Meter-Lauf (4:10,70 min)

## Privates
Katrin Wühn war mit dem Geher Ralf Kowalsky (1962–1990; Weltrekordler im Bahngehen) verheiratet.